# Bartan Baghatur
Bartan Baghatur, fl. 1100-talet, var Djingis khans farfar, och son till den mongoliska khanen Kabul khan i klanen Borjiginerna.
Enligt krönikören Ssanang Setzen blev Bartan Baghaturs sex bröder mördade av Taidshuts, men Bartan Baghatur lyckades tillsammans med sin son Yesugei fly från massakern, och Bartan Baghatur utropades senare som khan efter Kabul khans död.